# Caracol Radio
Caracol Radio es una cadena de radio y un conglomerado de radios colombiano. Desde 2003 es propiedad del grupo empresarial español Grupo Prisa.

## Historia

### Primeros años
Caracol Radio nació en Medellín el 2 de septiembre de 1948 como Cadena Radial Colombiana S.A. después de que la emisora La Voz de Antioquia haya adquirido el 50% de las acciones de Emisoras Nuevo Mundo de Bogotá que fue fundada en 1945 por la Sociedad de Radiodifusión Interamericana. A finales de ese año se unió la estación Radio Cacique de Ibagué y, en la década de 1950, se unieron Emisoras Fuentes de Cartagena de Indias, Emisoras Unidas de Barranquilla y la Radiodifusora de Occidente de Cali. 
Se destaca de esta época las primeras transmisiones exclusivas de la Vuelta a Colombia. 
En 1986, adquirió la Corporación de Comunicaciones de Colombia, que integraba a las emisoras de Bienvenida Estéreo y se fortaleció en 1990 con la compra de Radio Sutatenza, la cual la reformatea qué a la cadena básica. 
La primera cadena de radio derivada de Caracol Radio fue Radio Reloj, emisora que comenzó sus emisiones en 1951 en Medellín, 1952 en Bogotá y 1953 en la ciudad de Cali, desapareciendo en 2008 a excepción de la frecuencia de Medellín, que hasta 2013 cambia su nombre a Q'hubo Radio el cual finalizó el 29 de septiembre de 2023 luego de 72 años de trasmisiones. 
En 1958, adquiere las emisoras Mil XX, (la primera emisora lanza discos de Caracol Radio en el país durante la década de los 60, con el tiempo, su contenido cambió quedando como una emisora de música vallenata hasta su desaparición en 1991) y La Voz de Colombia como música clásica y romántica. En 1963, adquiere Emisoras El Dorado en Bogotá y Radio del Comercio en Bucaramanga. En 1964, adquiere Radio Visión de Medellín. Después, surgió el lanzamiento de la cadena por FM que inició transmisiones el 1 de septiembre de 1973 bajo el nombre de Radio Punto Azúl 99.9 y tres años después, en 1976 fue renombrada como Caracol Estéreo. En 2003, con la llegada del Grupo Prisa, la cadena cambió su formato y su nombre a W Radio. 
En la década de 1980, se crearon nuevas cadenas con la expansión de varias emisoras en el país. En el género tropical y bailable como Tropical de Oro, conformada por las estaciones: Mil 20 (Bogotá), Radio Visión (Medellín), Radio Tigre (Cali) y Radio Tropical (Barranquilla). 
En 1981, se amplió la emisora Caracol Estéreo para las ciudades de Medellín, Cali, Barranquilla y Cúcuta siendo esta, la primera cadena FM estéreo en implementarse en el país.

### Atentado contra Caracol Radio
El 12 de agosto de 2010, a las 5:30 a.m. (hora local), su sede principal fue atacada por un carro bomba. La explosión se escuchó durante el programa 6 AM Hoy por Hoy de Caracol Radio. Así mismo, W Radio, Los 40 Principales y Radioacktiva se encontraban transmitiendo en ese instante.

## Frecuencias
| Departamento             | Ciudad                  | Frecuencia AM (Placa) | Frecuencia FM (Placa) |
| ------------------------ | ----------------------- | --------------------- | --------------------- |
| Bogotá, D. C.            | Bogotá                  | 810 HJCY              | 100.9 HJGL            |
| Antioquia                | Medellín                | 750 HJDK              | 90.3 HJE27            |
| Atlántico                | Barranquilla            | 1100 HJAT             | 97.6 HJH26            |
| Bolívar                  | Cartagena de Indias     | 1170 HJNW             |                       |
| Boyacá                   | Tunja                   | 1120 HJKQ             | 107.3 HJB86           |
| Caldas                   | Manizales               | 1180 HJFX             |                       |
| Cauca                    | Popayán                 | 1330 HJLS             |                       |
| Chocó                    | Quibdó                  |                       | 91.3 HJK91            |
| Córdoba                  | Montería                | 1310 HJDG             |                       |
| Córdoba                  | San Andrés de Sotavento |                       | 103.5 HJL40           |
| Huila                    | Neiva                   | 1010 HJJR             | 105.1 HJM65           |
| Magdalena                | Santa Marta             | 890 HJPM              |                       |
| Nariño                   | Pasto                   | 1280 HJLR             |                       |
| Norte de Santander       | Cúcuta                  | 1090 HJBC             |                       |
| Quindío                  | Armenia                 | 1150 HJFI             |                       |
| Risaralda                | Pereira                 | 950 HJFN              |                       |
| San Andrés y Providencia | San Andrés              | 1260 HJHU             |                       |
| Santander                | Bucaramanga             | 880 HJGE              | 99.2 HJP29            |
| Sucre                    | Sincelejo               |                       | 100.3 HJP69           |
| Tolima                   | Ibagué                  | 1260 HJCO             |                       |
| Valle del Cauca          | Cali                    | 820 HJED              | 90.5 HJAF             |

### Emisoras Afiliadas
| Nombre                  | Departamento | Ciudad          | Frecuencia AM (Placa) | Frecuencia FM (Placa) |
| ----------------------- | ------------ | --------------- | --------------------- | --------------------- |
| La 960                  | Bolívar      | Magangué        | 960 HJND              |                       |
| La Voz de Marquezote    | Cesar        | Valledupar      |                       | 103.9 HJA50           |
| Cardenal Stereo         | La Guajira   | Riohacha        |                       | 91.7 HJM30            |
| Planeta Radio           | Magdalena    | El Banco        |                       | 106.1 HJC46           |
| La Voz de los Centauros | Meta         | Villavicencio   | 1140 HJE67            |                       |
| La Voz del Petróleo     | Santander    | Barrancabermeja | 1540 HJHD             |                       |
| Sonora Stereo           | Santander    | Cimitarra       |                       | 96.7 HJO97            |

## La adquisición de Caracol Radio
Inicialmente, la cadena de Caracol Radio perteneció a Coltejer, propietaria de La Voz de Antioquia. Después, fue adquirida por un grupo de empresarios encabezado por Fernando Londoño Henao y Alfonso López Michelsen, y desde 1987 fue vendida al Grupo Empresarial Bavaria del industrial Julio Mario Santo Domingo. En 1999, la multinacional española Grupo Prisa compró el 19% de las acciones de la empresa con el objetivo de crear una red latina de radio. En 2003, y como consecuencia de reajustes económicos, el Grupo Empresarial Bavaria vendió Caracol Radio al Grupo Prisa y meses después vendió el 17% que aún conservaban algunas de sus empresas en su subsidiaria como es el Grupo Latino de Radio S.L., la cual actuaba como un holding del grupo radial. De esta manera, Caracol Radio dejó de tener vínculos empresariales con Caracol Televisión, pero tienen convenio de uso de marca conjunta.

## Presidentes
- Ricardo Alarcón Gaviria (1987-2015)
- Cristian Dieb (2015-2016)
- Jon Ruiz Ituarte (2016-2018)
- José Ignacio Reglero (2018-2020)
- Felipe Cabrales Urdaneta (2020- )

## Sede
En sus primeros años en Bogotá, la sede quedaba en el centro en la calle 19 entre las carreras 8 y 9. 
Al inicio de la década de los noventa se trasladó progresivamente a la Zona Industrial de Puente Aranda en la carrera 41 # 17-81 en las instalaciones que pertenecieron a Radio Sutatenza. Allí permaneció la sede principal de Caracol Radio hasta junio de 2005. 
Desde entonces, las oficinas principales de Caracol Radio están en la calle 67 con carrera 7 en la localidad de Chapinero en Bogotá.

## Emisoras
Estas son las emisoras que pertenecen a Caracol Radio: Radioacktiva, Tropicana, Los 40, Bésame Radio, Radio Santa Fe, W+ y sus señales satelitales originadas desde Bogotá para todo el país como: Caracol Radio y W Radio.
Caracol Radio y W Radio cubren todo el territorio nacional con las estaciones en las capitales del país, desde donde también se originan los informativos locales y se conectan con la cadena básica para informar en cada región.

## Emisoras desaparecidas
Otras estaciones que estuvieron en Caracol Radio fueron: Mil 20 (1958-1991), Radio Visión (1964-1987), Caracol Estéreo (1973-2003), Tropical de Oro (1982-1989), Radio Deportes (1983-2001), Nota Estéreo (1987-1989), Musicar FM (en alianza con Carvajal S.A.) (1984-1993), Bienvenida Estéreo (1986-1992), Radionet (1997-2004), Corazón AM (1989-1997), Corazón Estéreo (1998-2001), Radio 15 (1963-1977), La Deportiva (2001), La Vallenata (1994-2016), Radio Recuerdos (1985-2012), Oxígeno (1998-2022) y Los40 Urban (2022-2023). Al mismo tiempo, Caracol Radio se destacó por lanzar la primera emisora de programación infantil en el país, Colorín Colorradio en 1992 (salió del aire en 2006 y finalmente desapareció en 2013), además, Caracol Radio, también lanzó Radio Mercadeo, considerada la primera emisora 24 horas dedicada a vender productos y servicios similar a las televentas. Esta emisora solo operó en Bogotá en la frecuencia 1220 AM; tiempo después la frecuencia fue vendida a Radio María Internacional.